# ウベルリ
ウベルリ（Ubelluri）は、ヒッタイト神話に登場する最初の巨人。ウペルリ（Upelluri）とも。海底で天と地を支えていた。
非常に鈍い巨人で、その右肩に乗った巨人ウルリクムミが大きく成長しても、まるで気づかなかったという言い伝えがある。

## 創作作品
- 1990年に発売されたゲーム『デジタルデビル物語 女神転生II』では、地霊という種族のボスとして登場。
- 2004年に発売されたゲーム『DIGITAL DEVIL SAGA アバタール・チューナー』では、トリブヴァーナの「地」が変身する悪魔として登場。